# NeoCube
NeoCube, conhecido também como Cubos Magnéticos ou BuckyBalls é um brinquedo que consiste na junção de vários Ímãs de neodímio que, ao ser manipulado, podem gerar várias formas. Ímãs de neodímio geralmente são pequenas esferas, classificadas como brinquedos educativos. Em casos mais graves, as crianças engolem, o que pode resultar em morte. Como resultado, as agências reguladoras baniram eles, e os ímãs não são mais comercializados como brinquedos. Isso levou a um debate sobre os riscos de brinquedos e responsabilidade parental.

## Posição controversa do produto
Em 2009, uma série de empresas norte-americanas decidiram remodelar a esfera  de ímãs e vendê-los como brinquedos. Apesar do regulamento de brinquedos existente na época, Maxfield & Oberton, fabricante da Buckyballs (NeoCube), disse ao The New York Times que viu o produto no YouTube e revendeu como Buckyballs.

## Recalls
Buckyballs lançado no New York International Gift Fair em 2009 e vendidos na casa das centenas de milhares de pessoas antes que a Comissão de Segurança de Produtos ao Consumidor dos EUA emitisse um recall das embalagens rotuladas de +13. De acordo com a CPSC, 175.000 unidades foram vendidas ao público. Menos de 50 foram devolvidos. Buckyballs rotulado como "Manter afastado das crianças" não foram recolhidos. Posteriormente, Maxfield & Oberton mudou todas as menções de " brinquedo " para " brinquedo de mesa " , posicionando o produto como um apaziguador do esforço para os adultos e as vendas restritas das lojas que vendiam principalmente produtos infantis.
Outras investigações pela CPSC em 2012 encontrou uma tendência crescente de incidentes de ingestão do ímã em crianças e adolescentes. A comissão citou complicações ocultas, como quando mais de um ímã se apega em todo o tecido dentro do corpo. Outro recall foi emitido para Buckyballs em 2012 junto de outros produtos similares comercializados como brinquedos nos EUA. Recall e reclamações administrativas foram apresentadas contra outras empresas similares nos Estados Unidos. Maxfield & Oberton recusou o recall e continuou a vender seus brinquedos de mesa. A empresa lançou uma campanha política contra a CPSC , e Craig Zucker , co- fundador da empresa , debateu a comissão de segurança na FOX News. Em 27 de dezembro de 2012, Maxfield & Oberton entrou com um certificado de cancelamento com o Secretário de Estado de Delaware , declarando que a empresa não existe mais.

## Novas normas
Em 12 de março de 2013 The International Consumer Magnets Association formou uma nova subcomissão sob ASTM para o desenvolvimento de normas de produto e de marketing para todos os produtos magnéticos de alto poder de consumo.
Na ausência de um padrão existente para produtos brinquedos magnéticos fora os EUA. A CPSC dos EUA emitiu uma nova proposta de regulamentação em 2012, que proibiria todos os conjuntos magnéticos deixou de ser vendido nos Estados Unidos, independentemente de sua aplicação. A CPSC continua a empurrar para a frente com o tema, apesar da forte oposição do consumidor, associações médicas pressionam ativamente o consumo, mídia e agências de saúde fora dos EUA para suporte.

## Controvérsia de segurança

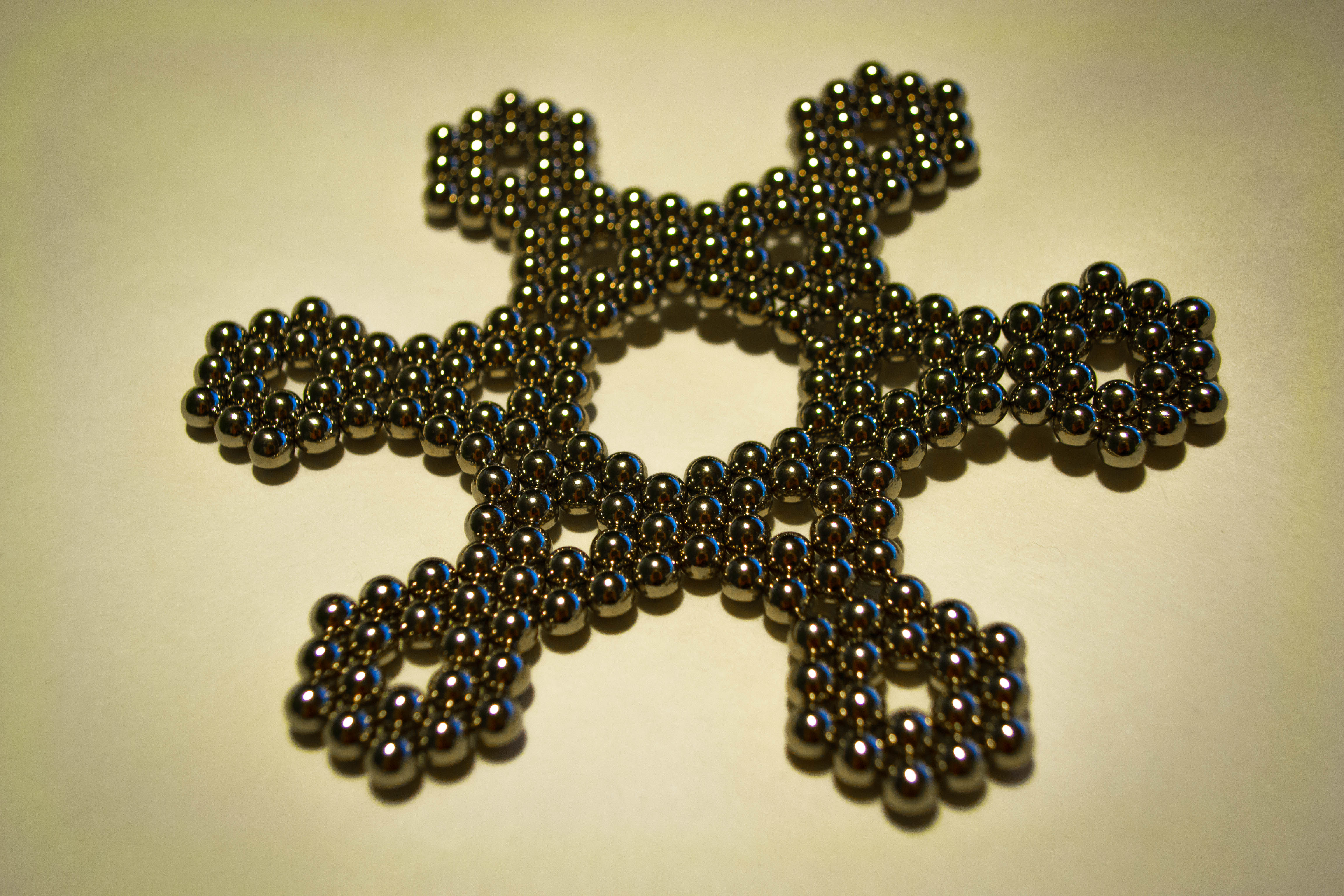
Um padrão da Buckyballs

A ingestão de pequenos ímãs, como esferas magnéticas de neodímio podem resultar em lesões intestinais que requerem cirurgia. Os ímãs são atraidos pelas paredes do estômago e do intestino, perfurando o intestino. O Centro de Controle de Doenças relatou 33 casos que necessitam de cirurgia e uma morte. Os ímãs têm sido engolido tanto por crianças quanto adolescentes (que estavam usando os ímãs para fingir ter piercings na língua). Defensores do brinquedo dizer que a taxa de lesão é de aproximadamente 1 ferimentos em 100.000 Buckyball e menos de 1 lesão por 21,5 milhões de peças de ímã individuais. Os ímãs são comercializados para adultos, com etiquetas de advertência do perigo para as crianças.
Estados Unidos
Em junho de 2012, devido a uma carta de senador dos EUA Kirsten Gillibrand para a EUA Consumer Product Safety Commission Chairman Inez Tenenbaum, a Comissão de Segurança de Produtos ao Consumidor dos Estados Unidos apresentaram queixas administrativas, a tentativa de proibir a venda de Buckyballs e Zen Magnets. Zen Magnets LLC é a primeira empresa a sempre receber esse tipo de denúncia sem registro de lesão. Em novembro de 2012, Buckyballs anunciou que havia parado a produção devido a uma ação judicial do CPSC.
Australia
Em 15 de novembro de 2012, na sequência de uma proibição provisória, em Nova Gales do Sul , uma proibição permanente sobre a venda de ímãs de neodímio entrou em vigor em toda a Austrália.
Nova Zelândia
Em 23 de janeiro de 2013, o ministro de Assuntos do Consumidor Simon Pontes anunciou a proibição da importação e venda de conjuntos de ímã de neodímio na Nova Zelândia, com vigência a partir de 24 janeiro de 2013.